# Lębork
Lębork [ˈlɛmbɔrk]Ausspracheⓘ (deutsch Lauenburg in Pommern, abgekürzt amtlich Lauenburg i. Pom.; kaschubisch Lãbórg), ist eine Stadt in der polnischen Woiwodschaft Pommern. Sie ist seit 1999 Sitz des Powiat Lęborski (Lauenburger Kreis).

## Geographie
Die Stadt liegt in Hinterpommern im Tal der Łeba (Leba), die hier einen Grundmoränenhöhenzug durchschneidet. Die Umgebung wird vom Lebabruch westlich der Stadt, dem Schlüsselberg (175 m n.p.m.) im Nordwesten und dem östlich gelegenen 210 Meter hohen Dombrowaberg geprägt. In 30 Kilometer Entfernung wird per Straße oder Bahn bei der Stadt Łeba (Leba) die Ostseeküste erreicht. Danzig liegt etwa 65 Kilometer entfernt.
In der Region werden große Lagerstätten von Erdgas auf Basis von Ölschiefer vermutet. In der Umgebung der Stadt sollen erste Bohrungen durchgeführt werden.

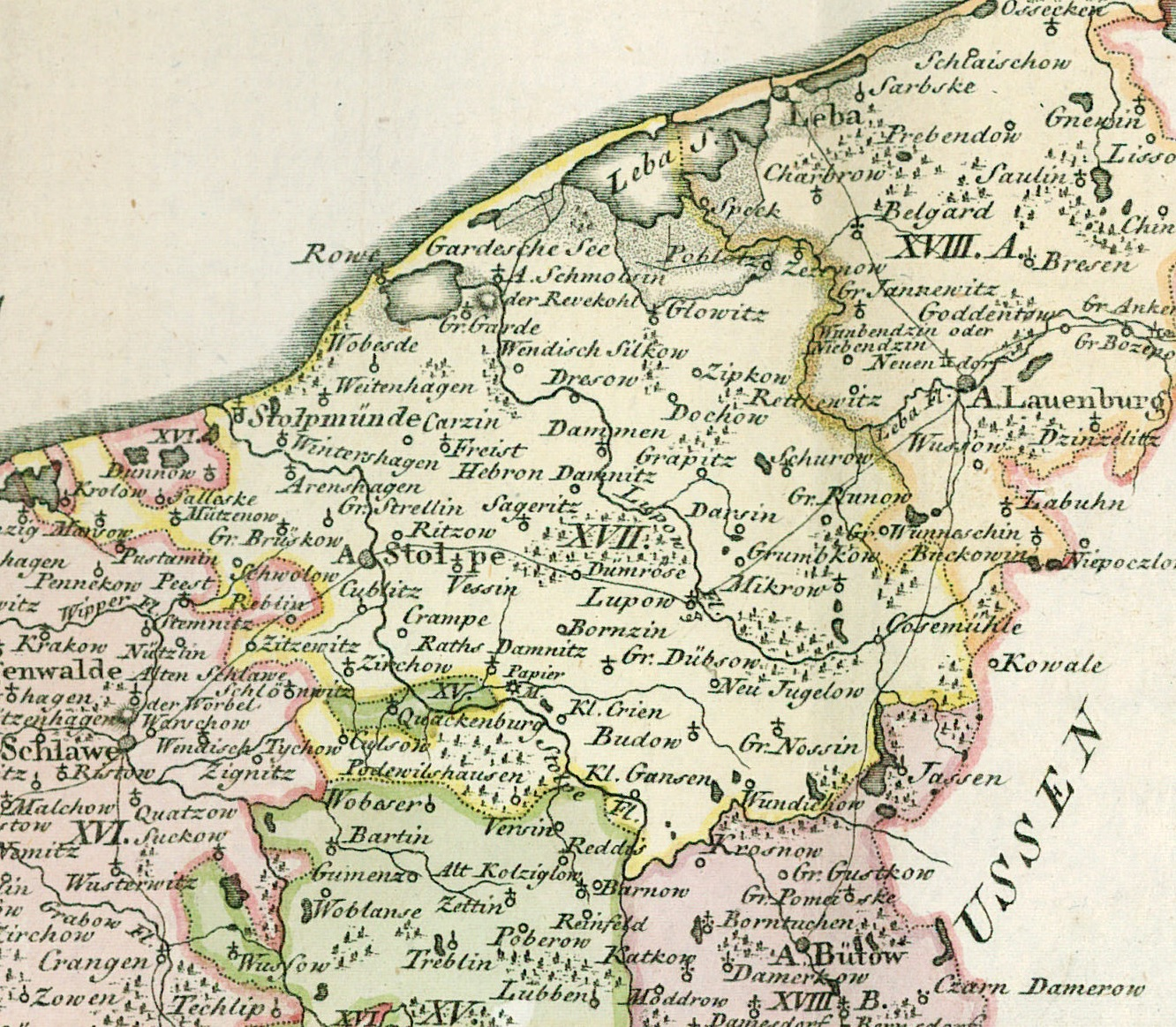
Lauenburg, ostnordöstlich der Stadt Stolp (früher Stolpe geschrieben) und südsüdöstlich der Stadt Leba an der Ostsee, auf einer Landkarte von 1794

## Geschichte

Stadtsiegel mit dem Stadtwappen und der Aufschrift sigillum civitatis lewenburch, mit dem die Stadt 1440 den Beitritt zum Preußischen Bund beurkundete.

Historisches Stadtwappen

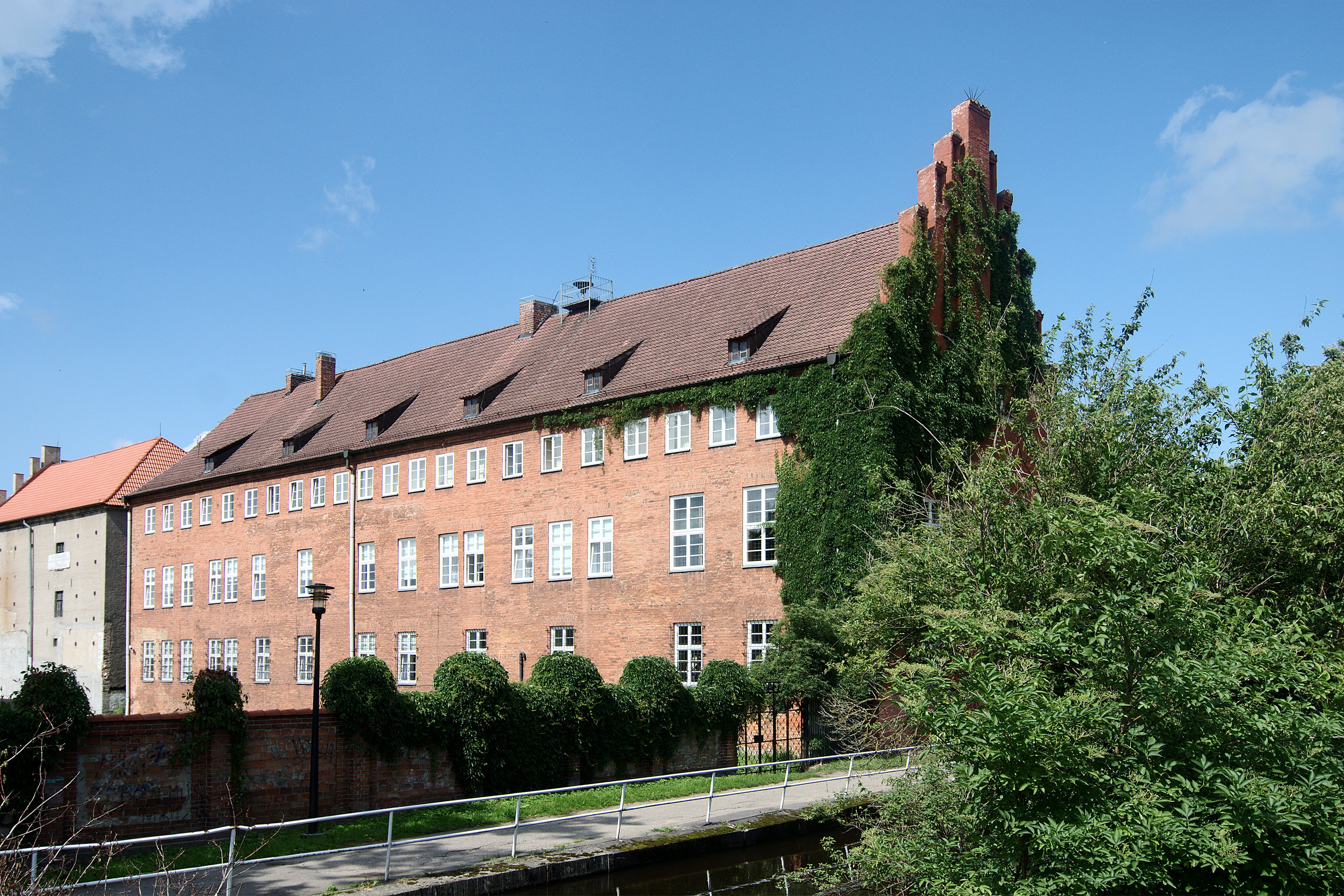
Ordensburg der Deutschordensritter (14. Jahrhundert)

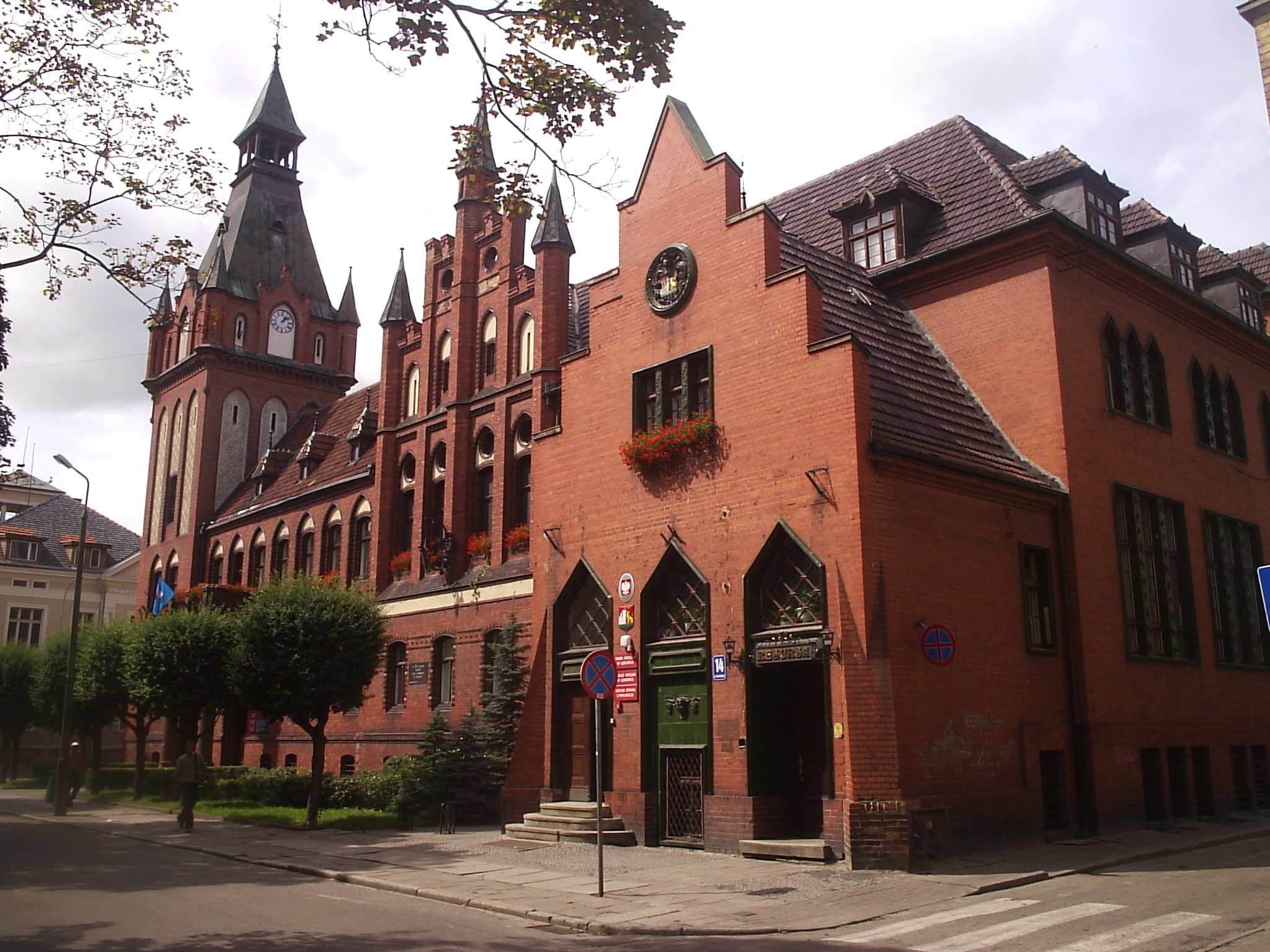
Neugotisches Rathaus

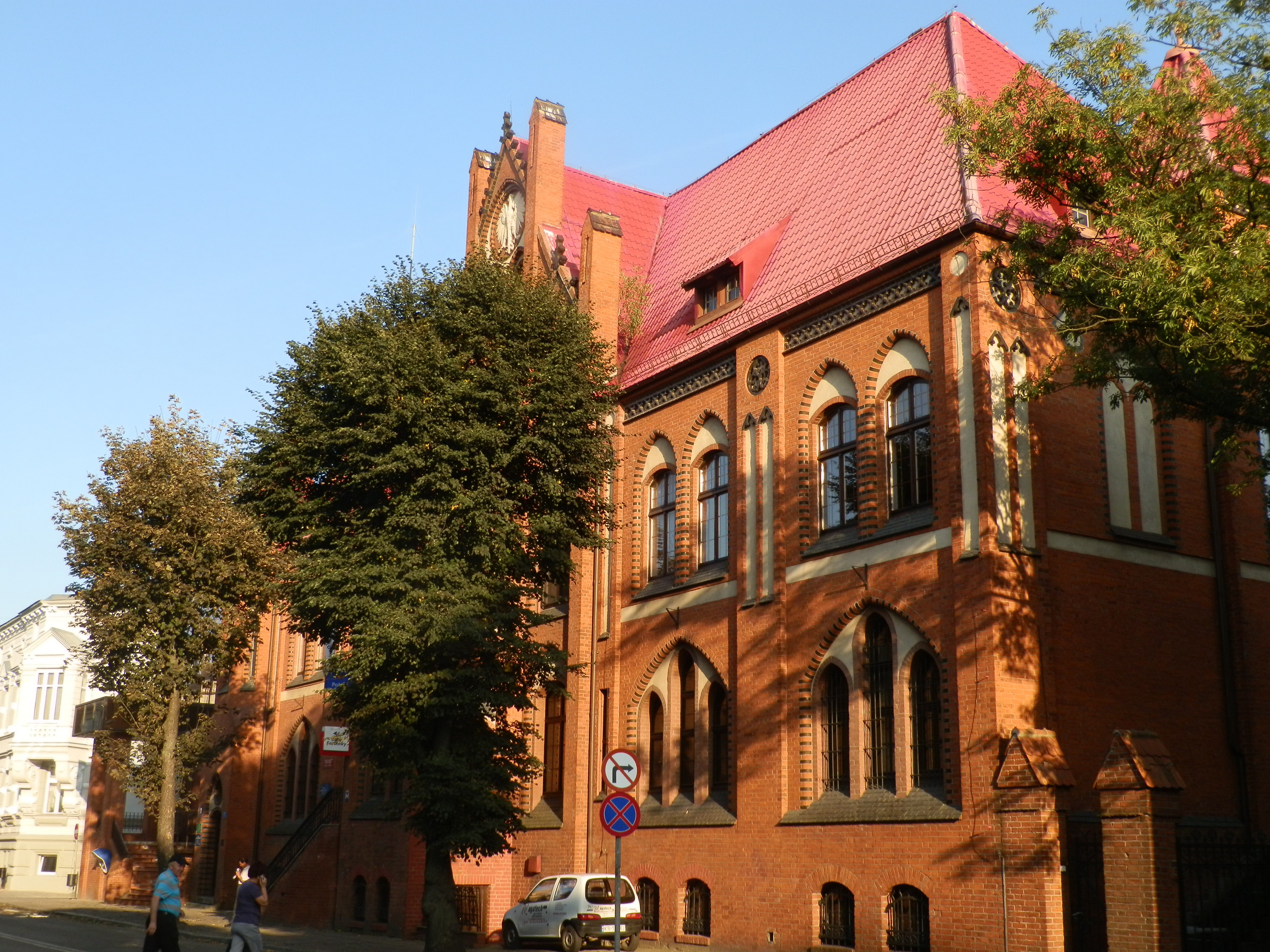
Postamt von 1905

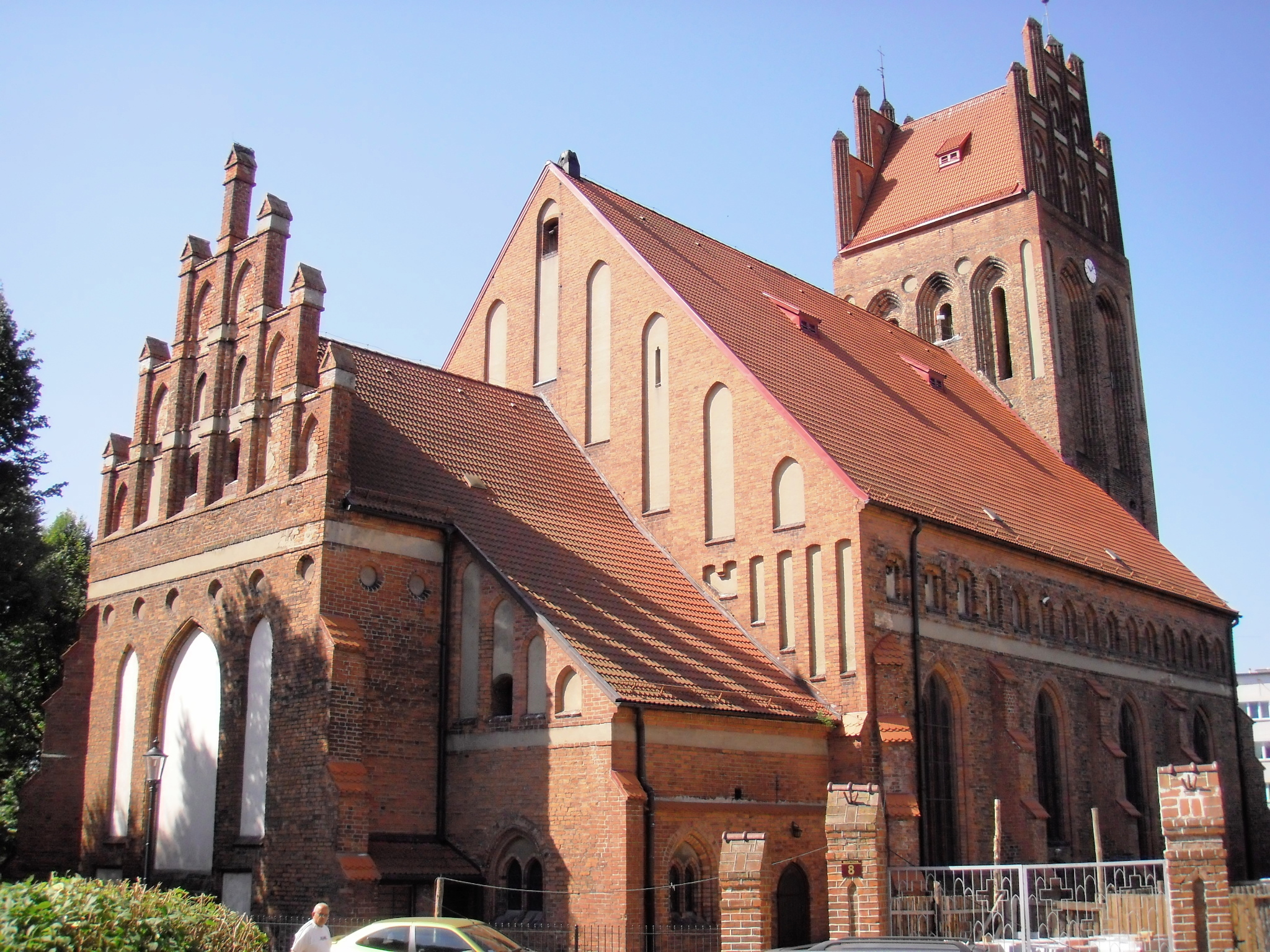
Katholische St.-Jakobi-Kirche

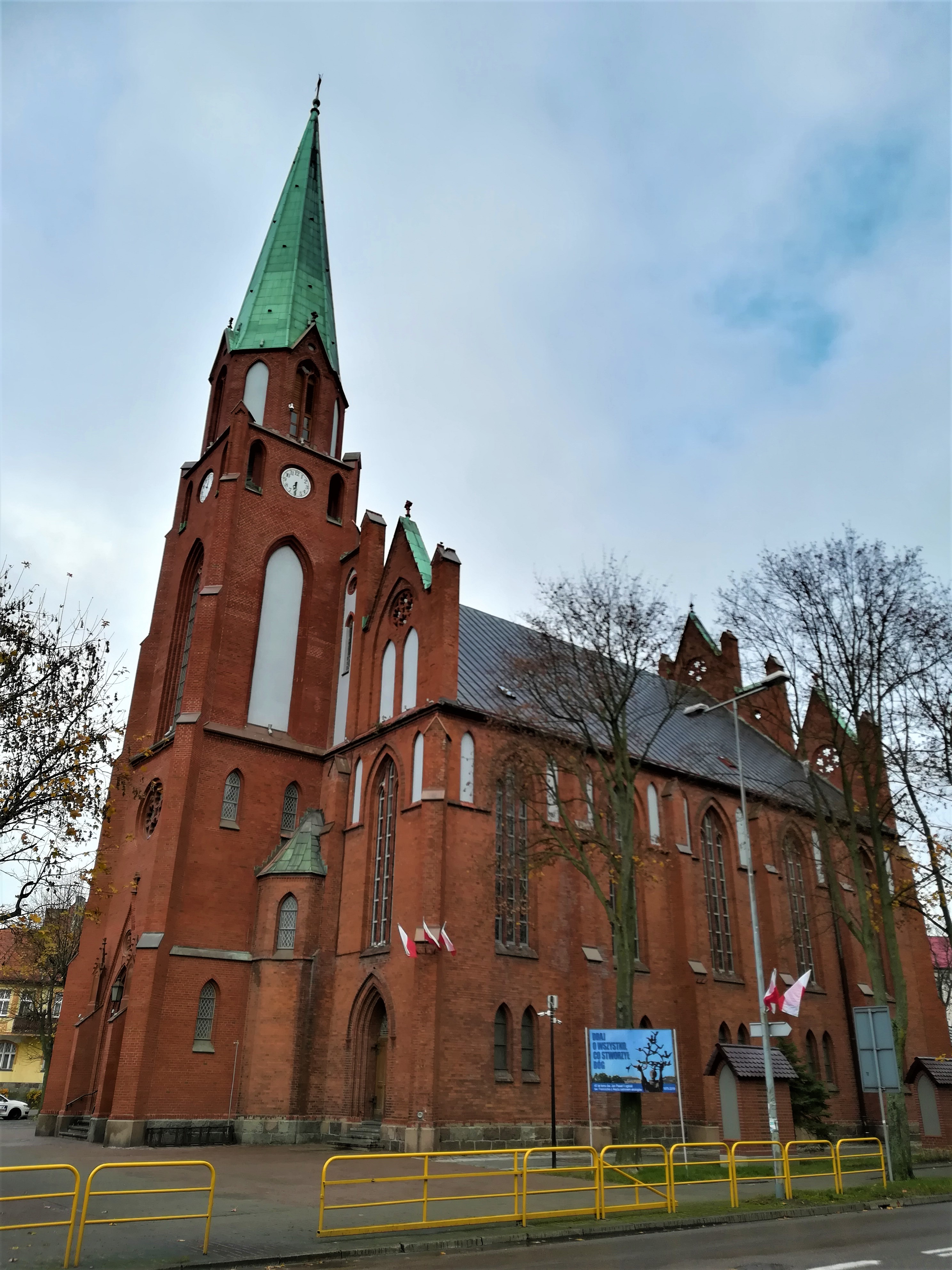
Katholische Kirche der Heiligen Jungfrau Maria, Königin von Polen

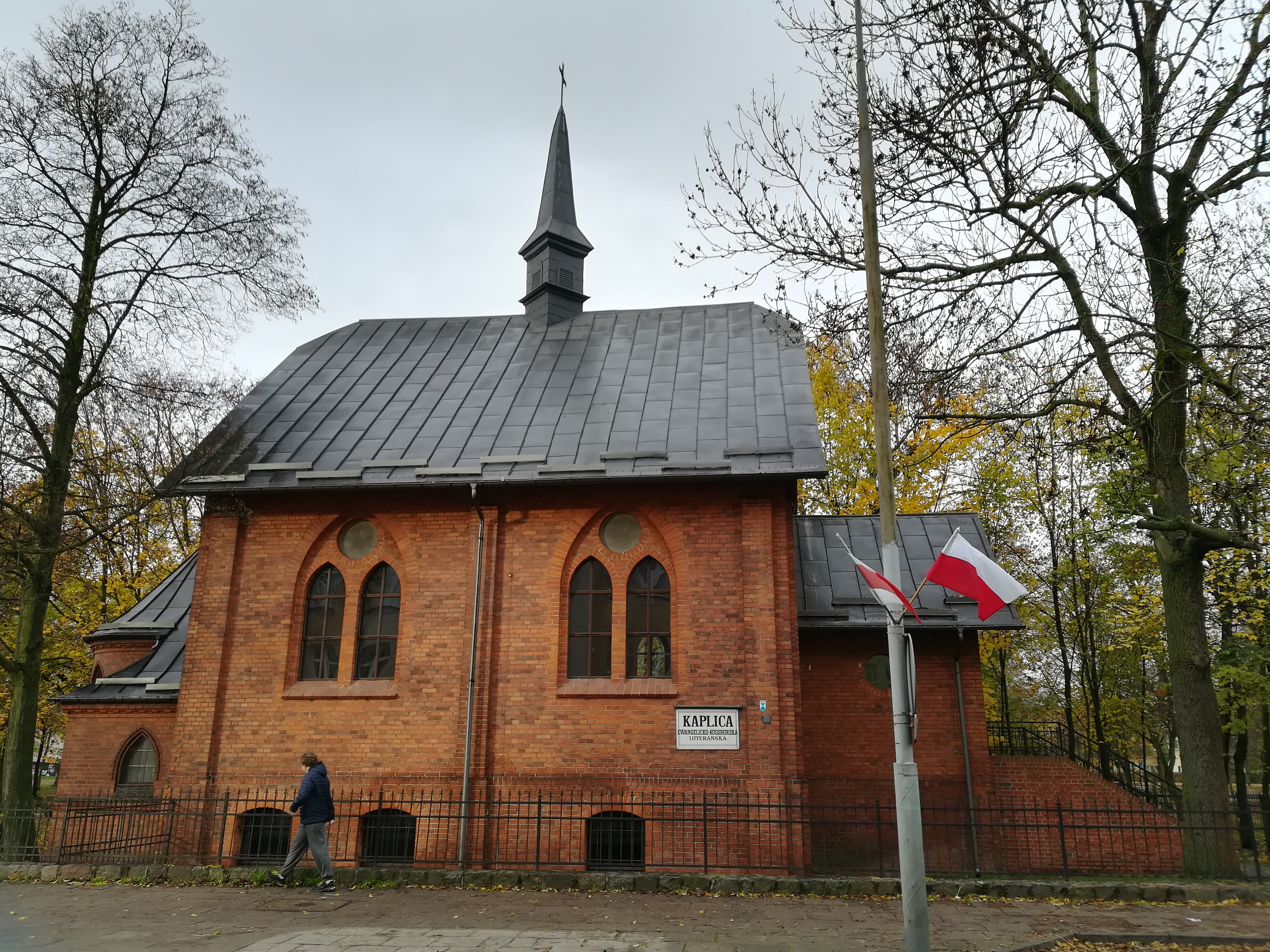
Neugotische Kapelle der Evangelisch-Augsburgischen Kirche, bis 1945 evangelische Friedhofskapelle

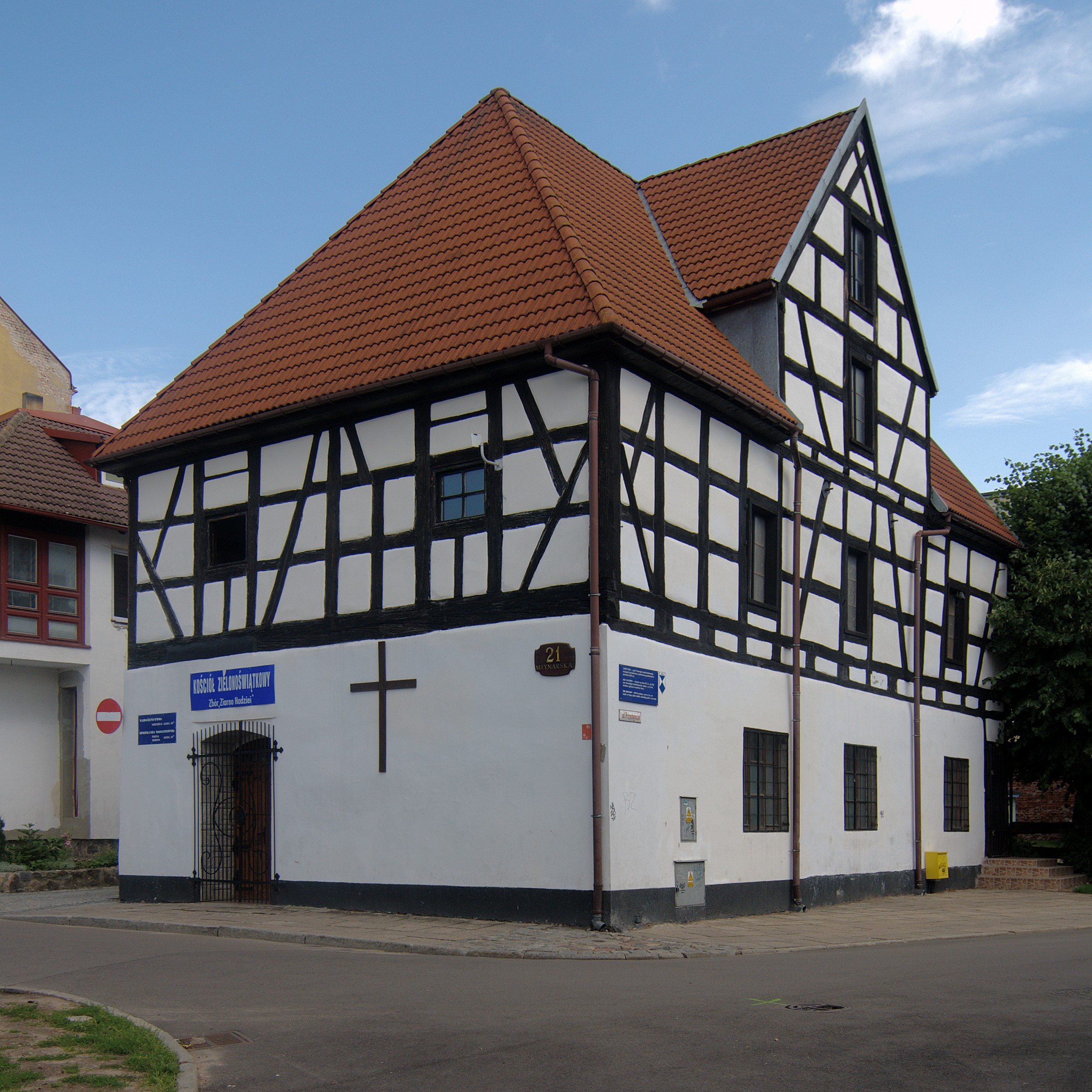
Alter Salzspeicher aus dem 14. Jahrhundert, jetzt Pfingstkirche

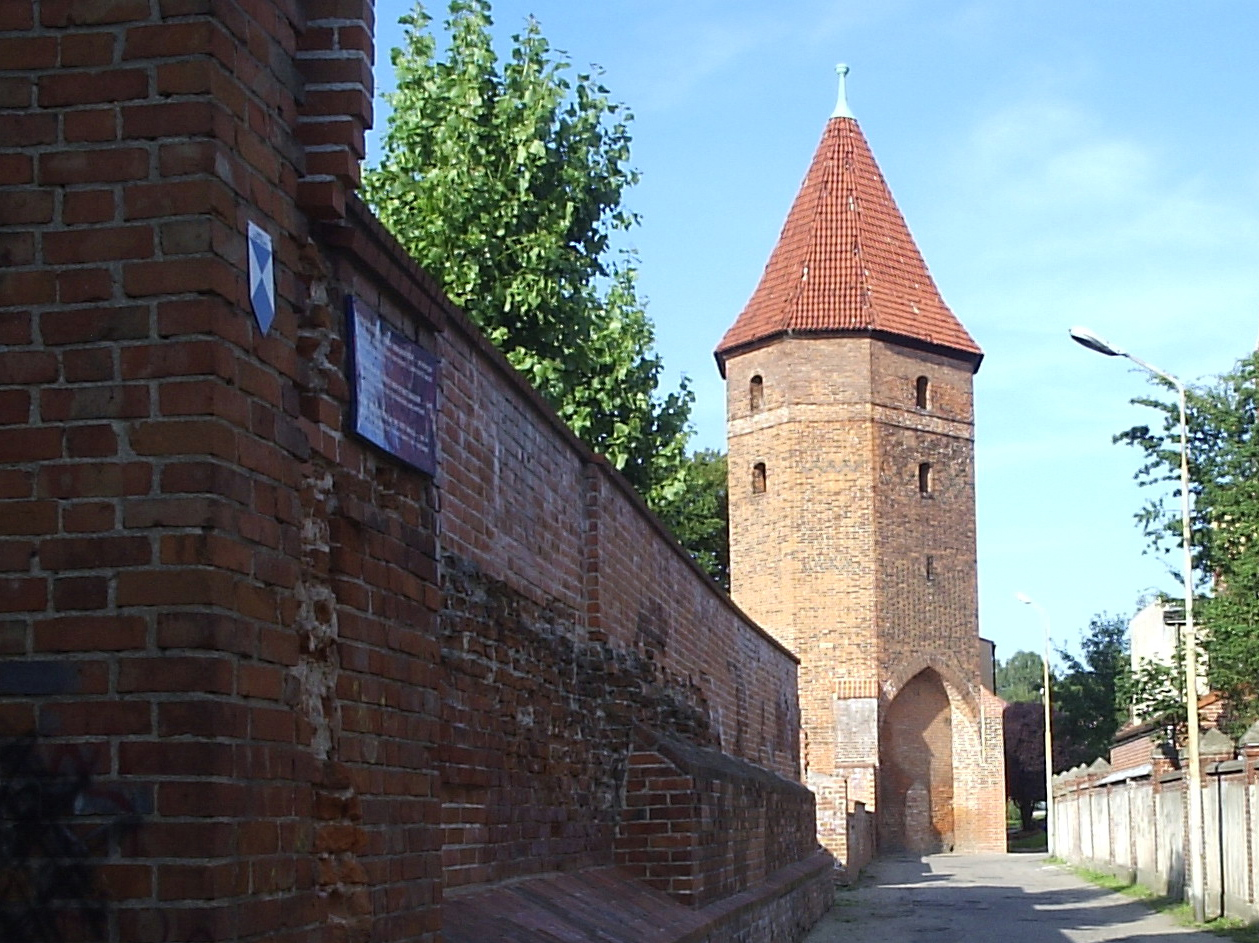
Historische Stadtmauer

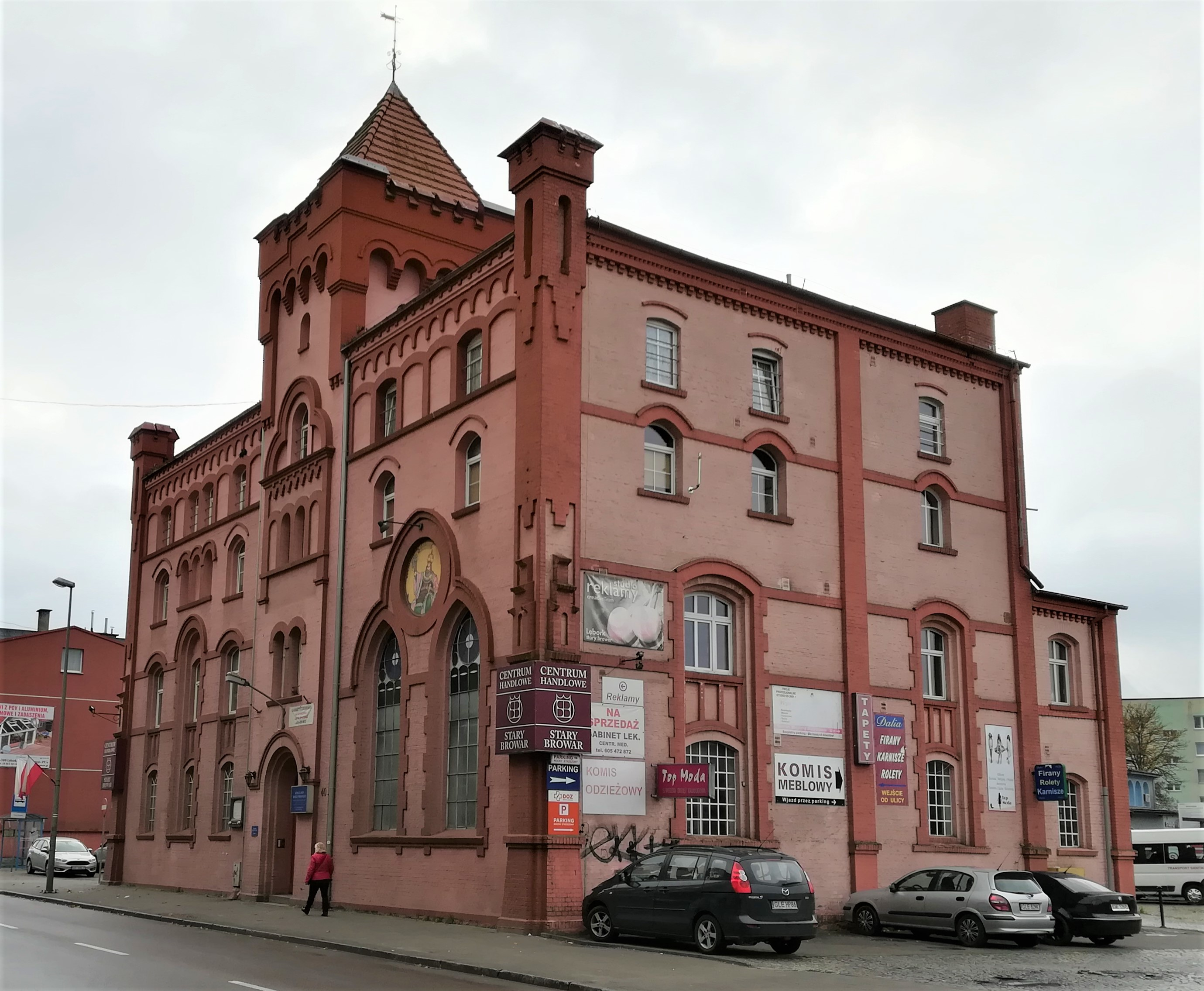
Alte Brauerei

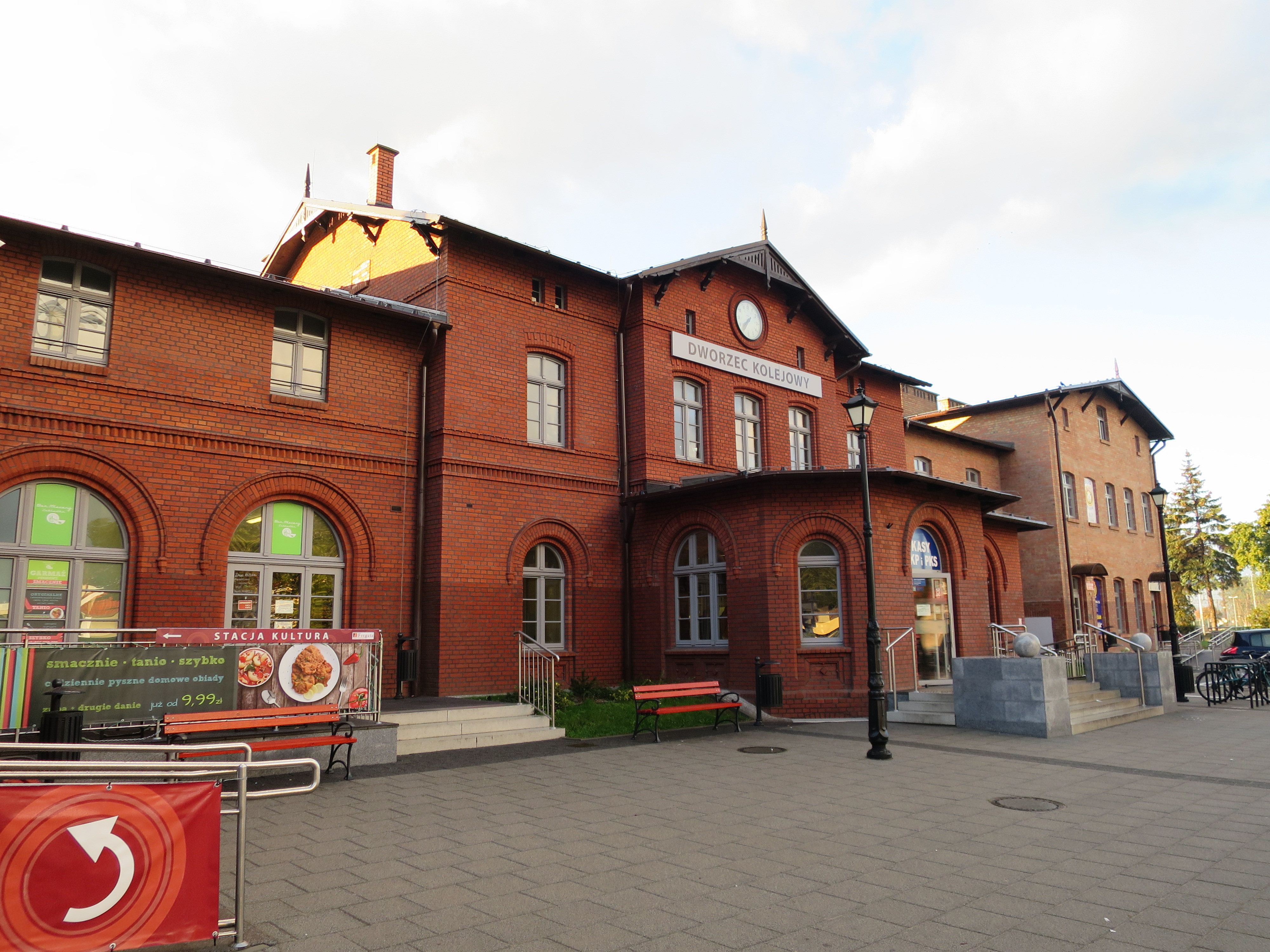
Bahnhof

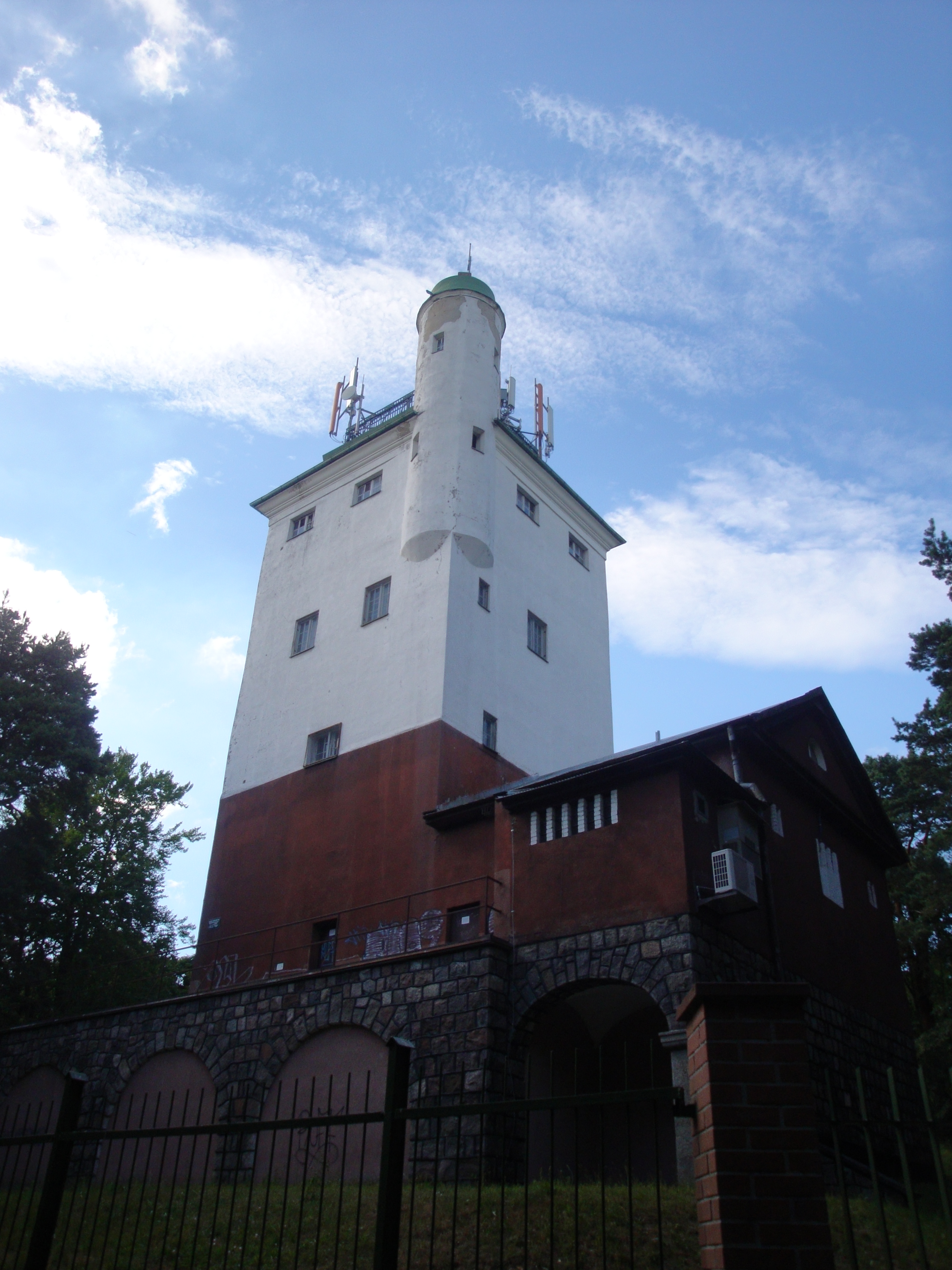
Bismarckturm

Das Land Lauenburg gehörte Anfang des 14. Jahrhunderts dem Deutschen Ritterorden. Dessen Hochmeister Dietrich von Altenburg überließ 1341 Rutcher von Emmerich 100 Hufen Land und eine Urkunde für die nach Kulmer Recht zu gründende Stadt „Lewinburg“. So entstand die Stadt Lauenburg, die in alten Urkunden auch Lewenburg, Leuenburg oder – lateinisch – Leoburgum genannt wird. Auf dem Stadtsiegel-Abdruck, mit dem die Stadtväter 1440 den Bündnisbrief des Preußischen Bundes versahen, lautet der Ortsname Lewenburch. Im Osten der Stadt errichtete der Orden 1363 das Schloss Lauenburg. Während der Kämpfe mit den Polen wurde das Schloss sowohl 1410 als auch 1455 teilweise zerstört.
Im Ergebnis des Dreizehnjährigen Krieges (1454–1466) musste der Orden im 2. Thorner Frieden (1466) auf die Lande Lauenburg und Bütow, und damit auch auf die Stadt Lauenburg, verzichten. Die Lande kamen 1466 an Herzog Erich II. von Pommern und blieben im Besitz der pommerschen Herzöge, zunächst als Treuhänder für den polnischen König, ab 1490 als Pfandbesitz und ab 1526 als erbliches Lehen.
Gegen Ende des Mittelalters scheint in Lauenburg ein Kloster bestanden zu haben. Die einzige Überlieferung stammt aber aus dem Jahre 1543, also nach der Reformation, als Herzog Barnim XI. die als „vorfallen und wuste“ bezeichnete Klosteranlage dem Jakob Wobeser, seinem Hauptmann zu Lauenburg, übertrug. Der Historiker Hermann Hoogeweg vermutet, dass es sich um ein Kloster von Bettelmönchen gehandelt habe.
Als mit Bogislaw XIV. 1637 der letzte Pommernherzog starb, fielen die Lande als erledigtes Lehen zunächst an Polen zurück. Doch schon 1657 wurde Brandenburg im Vertrag von Bromberg mit den Landen Lauenburg und Bütow belehnt. Im Warschauer Vertrag von 1773 (erste Polnische Teilung) wurde das Lehen durch volles Eigentumsrecht für Preußen abgelöst. Als Lauenburg-Bütowscher Kreis wurde das Gebiet, einschließlich der Stadt Lauenburg, zunächst 1773 in die preußische Provinz Westpreußen eingegliedert, kam aber 1777 zur preußischen Provinz Pommern.
Das Stadtgebiet erweiterte sich nach Westen und Süden. 1830 erhielt Lauenburg Anschluss an die neue Straße Stettin–Danzig, die spätere Reichsstraße 2. Als 1846 der Lauenburg-Bütowsche Kreis geteilt wurde, wurde Lauenburg die Kreisstadt des gleichnamigen Landkreises Lauenburg. Wie in anderen pommerschen Städten kam es 1847 auch in Lauenburg zu Hungerkrawallen. Ab 1866 bestand in Lauenburg die Freimaurerloge Zum Leuchtthurm an der Ostsee. Als im Süden 1870 der Bahnhof für die neue Bahnlinie Stolp–Zoppot errichtet wurde, siedelten sich dort auch neue Industriebetriebe wie eine Zündholz- oder eine Maschinenfabrik an. 1899 wurde die Bahnstrecke nach Leba eröffnet. 1894 erhielt die Stadt das Amtsgericht und das Postamt. 1900 wurde das Rathaus, gegenüber 1905 der neogotische Neubau des Postamts an der Zufahrtsstraße zum Markt mit Klinkern errichtet. 1885 bis 1918 hießen die Duke-of-York-Inseln als Teil Deutsch-Neuguineas nach dem Namen der Stadt Neulauenburg.
Als Deutschland nach dem Ersten Weltkrieg aufgrund der Bestimmungen des Versailler Vertrags, der die Einrichtung des Polnischen Korridors quer durch preußisches Gebiet vorsah, unter anderem den größten Teil der Provinz Westpreußen an die Zweite Polnische Republik abtreten musste, verlor Lauenburg sein Hinterland, was für die Stadt negative wirtschaftliche Auswirkungen hatte. 1933 wurde die staatliche Hochschule für Lehrerbildung Lauenburg gegründet, an der bis 1945 etwa 3000 Lehrer ausgebildet wurden. Anlässlich der letzten deutschen Volkszählung vor dem Zweiten Weltkrieg wurden in Lauenburg 19.801 Einwohner ermittelt. Die in und um Lauenburg bis 1939 gesprochene deutsche Mundart wurde noch kurz vor Kriegsanfang erfasst und wissenschaftlich beschrieben. Seit Ende 1940 befand sich ein Außenlager des Konzentrationslagers Buchenwald (fortgeführt als Außenkommando des Konzentrationslagers Stutthof) in Lauenburg. Die Häftlinge waren 1940/41 zum Aufbau und zu Instandhaltungsarbeiten der Waffen-SS-Unterführerschule Lauenburg eingesetzt.
Vor 1930 hatte Lauenburg 13 Wohnplätze:
- Dzech
- Falkenhof
- Finkenbruch
- Henriettenthal
- Karlsruh
- Lauenburg i. Pom.
- Musalls Mühle
- Oberförstereigehöft Lauenburg i. Pom.
- Provinzial-Heilanstalt
- Röpke
- Siedlung Rehhorn
- Sophienhof
- Trettinsche Gerberei

Um 1935 hatte Lauenburg unter anderem fünf Hotels, acht Gasthöfe und Restaurants, vier Cafés, sechs Bankgeschäfte, drei Kolonialwaren-Großhandlungen, zahlreiche Einzelhändler, drei Mineralwasserfabriken, eine Molkerei, eine Mühle, eine Wurstfabrik, zwei Bierbrauereien, zehn Viehhandlungen, eine Asphalt- und Dachpappenfabrik, zwei Holzsägewerke, sechs Möbelfabriken, drei Ofenfabriken, eine Flachsfabrik, eine Seifenfabrik, eine Wagenfabrik und eine Reihe von Handwerksbetrieben und Dienstleistern.
Bis 1945 war Lauenburg Kreisstadt des Landkreises Lauenburg i. Pom. im Regierungsbezirk Köslin in der preußischen Provinz Pommern des Deutschen Reichs.
Gegen Ende des Zweiten Weltkriegs wurde Lauenburg kampflos von der Roten Armee besetzt und am 10. März 1945 von Rotarmisten in Brand gesteckt. Die Innenstadt wurde fast völlig zerstört, am Marktplatz überstanden nur zwei Häuser das Inferno.
Bald darauf wurde die Stadt zusammen mit ganz Hinterpommern seitens der Sowjetunion der Volksrepublik Polen zur Verwaltung überlassen. Es setzte nun die Zuwanderung polnischer und ukrainischer Migranten ein, zunächst aus an die Sowjetunion gefallenen Gebieten östlich der Curzon-Linie. Diese Gebiete mit polnischen Bevölkerungsminderheiten waren nach dem Ersten Weltkrieg im Polnisch-Sowjetischen Krieg (1919–1921) und in anderen bis 1923 anhaltenden Konflikten erobert worden und mussten nach Ende des Zweiten Weltkriegs an die Sowjetunion abgetreten werden. Die einheimische Bevölkerung Lauenburgs wurde in der Folgezeit von der örtlichen polnischen Verwaltungsbehörde vertrieben. Unter polnischer Verwaltung wurde Lauenburg 1946 in „Lębork“ umbenannt.

### Demographie
| Jahr | Einwohner | Anmerkungen                                                                           |
| ---- | --------- | ------------------------------------------------------------------------------------- |
| 1782 | 1318      | darunter 39 Juden                                                                     |
| 1791 | 1383      | darunter 29 Juden                                                                     |
| 1794 | 1432      | darunter 29 Juden                                                                     |
| 1802 | 1585      | [ 12 ]                                                                                |
| 1810 | 1554      | [ 12 ]                                                                                |
| 1812 | 1548      | darunter 48 Katholiken und 47 Juden                                                   |
| 1816 | 1635      | nach anderen Angaben 1605 Einwohner, davon 1465 Evangelische, 84 Katholiken, 56 Juden |
| 1821 | 2039      | in 245 Privatwohnhäusern                                                              |
| 1831 | 2621      | darunter 181 Katholiken und 147 Juden                                                 |
| 1843 | 3779      | darunter 222 Katholiken und 262 Juden                                                 |
| 1852 | 4979      | darunter 259 Katholiken und 263 Juden                                                 |
| 1861 | 5310      | darunter 305 Katholiken und 259 Juden                                                 |
| 1867 | 6530      | am 3. Dezember                                                                        |
| 1871 | 6766      | am 1. Dezember, davon 5968 Evangelische, 417 Katholiken und 381 Juden                 |
| 1875 | 7165      | [ 15 ]                                                                                |
| 1880 | 7545      | [ 15 ]                                                                                |
| 1890 | 8050      | darunter 785 Katholiken und 309 Juden                                                 |
| 1900 | 10.442    | davon 1151 Katholiken und 276 Juden                                                   |
| 1910 | 13.916    | darunter 12.116 Evangelische, 1502 Katholiken und 267 Juden                           |
| 1925 | 17.161    | darunter 14.472 Evangelische, 1849 Katholiken und 293 Juden                           |
| 1933 | 18.962    | darunter 16.582 Evangelische, 2049 Katholiken, sieben sonstige Christen und 235 Juden |
| 1939 | 19.108    | darunter 16.425 Evangelische, 1958 Katholiken, 210 sonstige Christen und 105 Juden    |

Einwohnerzahlen bis in die Neuzeit

## Religion
Vor 1945 gehörte die weitaus überwiegende Mehrheit der Bewohner Lauenburgs der evangelischen Konfession an. Der Bestand an Kirchenbüchern des evangelischen Kirchspiels Lauenburg reichte bis 1681 zurück.
Die seit 1945 und Vertreibung der einheimischen Stadtbewohner anwesende polnische Einwohnerschaft ist überwiegend katholisch.
In der Stadt hat sich seit 1945 eine kleine polnische evangelische Gemeinde konstituiert. Sie benutzt die neugotische Kapelle, bis 1945 evangelische Friedhofskapelle, in der ul. I Armii Wojska Polskiego 47 im Mieczysław Michalski Park. Sie ist Filialkirche der Pfarrei der Kreuzkirche in Stolp in der Diözese Pommern-Großpolen der Evangelisch-Augsburgischen Kirche in Polen.

## Städtepartnerschaften
- Lauenburg/Elbe (Deutschland) – seit  2001
- Dudelange (Luxemburg) – seit  2001
- Manom (Frankreich) – seit 2001
- Agnone (Italien) – seit  2004
- Kretinga (Litauen) – seit  2004
- Turda (Rumänien) – seit  2004

## Verkehr

### Schiene
Die Stadt liegt an der Bahnstrecke Gdańsk–Stargard, einer Hauptstrecke der Polnischen Staatsbahn (PKP). Außerdem führt eine Bahnlinie nach Łeba (Leba) an der Ostsee. Im Jahre 2000 erfolgte die Schließung der 1905 eröffneten Bahnstrecke nach Kartuzy (Karthaus) und Pruszcz Gdański (Praust), nachdem bereits als Kriegsfolge die Bahnstrecke Lębork–Bytów (Bütow) geschlossen worden war.

### Straßen
Die Stadt liegt an der nordpolnischen West-Ost-Verkehrsachse Landesstraße 6 von Stettin über Danzig nach Pruszcz Gdański (Praust), die auch die Europastraße 28 ist. In Lębork wird diese Straße von der Nord-Süd-Straße von Warlubie (Warlubien) bis Łeba (Leba) gekreuzt, wodurch die Stadt zu einem nicht unwichtigen Straßenknotenpunkt wird.
Bis 1945 war Lauenburg über zwei bedeutende Straßen verbunden, die sich in Berlin-Weißensee verzweigten und die Reichshauptstadt mit Pommern verbanden, wobei sie in Lauenburg wieder zusammentrafen: die Reichsstraße 2 (heute die polnische Landesstraße 6), die von Berlin und über Stettin, Köslin und Stolp kam, um weiter über Danzig nach Dirschau zu führen, und die Reichsstraße 158 von Berlin über Königsberg in der Neumark, Stargard (Pommern), Neustettin und Bütow bis nach Lauenburg (zuletzt die polnische Landesstraße 20 sowie die Woiwodschaftsstraßen 212 und 214).

## Sehenswürdigkeiten
- Zwei mittelalterliche Basteien (Baszta Bluszczowa, Baszta Kwadratowa)
- Das durch den Deutschen Orden erbaute Verteidigungssystem mit Fragmenten der Stadtmauer (mury obronne)
- Die gotische St.-Jakobi-Kirche aus dem 14. Jahrhundert mit barockem Altar von 1702 (Kościół św. Jakuba). In der Kirche befindet sich ein Epitaph des Marschalls Joachim von Zitzewitz (* 1505; † 1563) im Stil der Renaissance.[19]
- Kirche der Heiligen Maria Königin von Polen, erbaut von 1866 bis 1870 im neugotischen Stil, bis 1946 evangelisch
- Der Burgkomplex (die Kreuzritterburg, Getreide- und Salzspeicher (jetzt Pfingstkirche), Brauerei, Mühle, Mühlerhaus, Bäckerei) aus dem 14. Jahrhundert (zespół zamkowy)
- Der mittelalterliche Markt (Plac Pokoju)
- Das Rathaus von 1900 mit einem Mosaik-Fenster im Ratssaal (Ratusz miejski)
- Das neugotische Postgebäude von 1905 (Poczta)
- Bürgerhäuser von der Wende des 19./20. Jahrhunderts mit Fassaden aus Klinkerziegel (kamieniczki ulicy Staromiejskie)
- Das Museum mit historisch-archäologischen Sammlungen (pommersche Gesichtsaschenkrüge, Danziger Möbel, Militaria, Münzensammlung aus dem 15. Jahrhundert)
- Die Alte Brauerei von 1898 mit der ehemaligen Mälzerei im Hinterhof (Stary Browar)
- Bismarckturm, eingeweiht am 20. April 1913

## Persönlichkeiten

### Ehrenbürger
- Reichskanzler Otto Fürst von Bismarck wurde 1874 zum Ehrenbürger ernannt.
- Paul Nipkow (1860–1940), Ingenieur und Erfinder des Fernsehens, 1937 mit der Ehrenbürgerschaft geehrt
- Karl Bogdan (1860–1941), Superintendent[20]

### Söhne und Töchter der Stadt
- Leopold Jacoby (1840–1895), deutscher Lyriker
- Paul Eichholtz (1843–1875), deutscher Gymnasiallehrer und Altphilologe
- Julius Hirschwald (1845–1928), deutscher Kristallograph und Mineraloge
- Fritz Siemens (1849–1935), deutscher Psychiater in Ueckermünde und Lauenburg i. P.
- Ernst Johann Groth (1859–1936), deutscher Schriftsteller, Mitherausgeber der Zeitschrift Die Grenzboten
- Paul Nipkow (1860–1940), deutscher Techniker und Erfinder, Pionier des Fernsehens
- Walter von Haxthausen (1864–1935), preußischer Generalmajor und Kommandeur der 5. Garde-Division
- Heinrich von Bonin (1865–1923), preußischer Generalmajor und Kommandeur der 30. Infanterie-Brigade
- Viktor Reclam (1871–1946), deutscher Konteradmiral
- Jakob Horovitz (1873–1939), deutscher Rabbiner[21]
- Josef Horovitz (1874–1931), deutscher Orientalist
- Wilhelm von Haxthausen (1874–1936), deutscher Marineoffizier, zuletzt Konteradmiral der Reichsmarine und Kommandant des Marinearsenals Kiel
- Gerhard Obuch (1884–1960), deutscher Politiker (SPD, USPD, KPD) und Rechtsanwalt
- Edward Sapir (1884–1939), US-amerikanischer Ethnologe und Linguist
- Georg Schendel (1885–1911), deutscher Flugpionier
- Fritz Nemitz (1892–1968), deutscher Kunsthistoriker
- Paul Pranschke (1892–1959), deutscher Politiker (SPD)
- Hans Wilhelm Hertzberg (1895–1965), deutscher evangelischer Theologe
- Walter Kaemmerer (1897–1979), deutscher Historiker und Archivar
- August Julius Schulz-Albrecht (1897–1952), deutscher Kunsthistoriker und Autor
- Margret Sell (1898–1973), deutsche Lehrerin und Schriftstellerin
- Erich von dem Bach-Zelewski (1899–1972), deutscher SS-Obergruppenführer und General der Polizei
- Alen Müller-Hellwig (1901–1993), deutsche Kunstweberin
- Wilhelm Casper (1902–1999), deutscher Jurist, Präsident des Bundeswehrverwaltungsamtes
- Karl Schluch (1905–?), deutscher SS-Unterscharführer
- Heinz Ehaus (1906–1945), deutscher Jurist, Kreishauptmann im Generalgouvernement
- Ethel Reschke (1911–1992), deutsche Schauspielerin
- Ewa Paradies (1920–1946), deutsche KZ-Aufseherin
- Gernot Koneffke (1927–2008), deutscher Philosoph
- Friwi Sternberg (1931–2018), deutscher Jazz- und Unterhaltungsmusiker
- Johannes Hinz (1936–2010), deutscher Maler und Sachbuchautor
- Jürgen Echternach (1937–2006), deutscher Politiker (CDU)
- Lothar Brock (* 1939), deutscher Politologe
- Hilbert Meyer (* 1941), deutscher Hochschullehrer für Erziehungswissenschaften
- Meinert Meyer (1941–2018), Schulpädagoge und Professor für Erziehungswissenschaft
- Ulrich Manz (1943–2019), deutscher Journalist
- Artur-Axel Wandtke (* 1943), deutscher Rechtswissenschaftler und Hochschullehrer
- Peter Roehr (1944–1968), deutscher Maler und Objektkünstler
- Torsten Fließbach (* 1944), deutscher Hochschullehrer für Theoretische Physik
- Wilfried Beyhl (* 1945), deutscher evangelischer Theologe
- Maciej Gołąb (* 1952), Musikwissenschaftler
- Anna Fotyga (* 1957), Politikerin
- Maria Magdalena Wardzinska (* 1986), Schauspielerin und Synchronsprecherin
- Emil Miszk (* 1990), Jazzmusiker
- Mateusz Żukowski (* 2001), Fußballspieler
- Krzysztof Różnicki (* 2003), Mittelstreckenläufer

### Persönlichkeiten, die in der Stadt gewirkt haben
- Carl Friedrich von Denzin (1800–1876), deutscher konservativer Politiker, Guts- und Mühlenbesitzer in Lauenburg
- Rudolf Voltolini (1819–1889), deutscher Hals-Nasen-Ohren-Arzt und Hochschullehrer, hatte seit 1846 in Lauenburg eine Praxis
- Julius Bahnsen (1830–1881), deutscher Philosoph, von 1862 bis zu seinem Tode Lehrer am Progymnasium in Lauenburg
- Markus Horovitz (1844–1910), deutscher Rabbiner, kam 1871 als Rabbiner nach Lauenburg[21]
- Fritz Siemens (1849–1935), Psychiater und Sachbuchautor, leitete von 1887 bis 1914 die Irrenanstalt in Lauenburg[21]
- Leopold Neuhaus (1879–1954), deutsch-amerikanischer Rabbiner, war von 1908 bis 1909 Rabbiner in Lauenburg
- Joachim Utech (1889–1960), Bildhauer, schuf das Marmorrelief Johann Sebastian Bachs in der Hochschule für Lehrerbildung in Lauenburg
- Horst Neubauer (1897–1981), Wahlbürgermeister von 1929 bis 1934
- Wolfgang Sucker (1905–1968), deutscher evangelischer Theologe, unterrichtete ab 1934 an der Hochschule für Lehrerbildung in Lauenburg
- Bruno Müller-Linow (1909–1997), deutscher Maler, unterrichtete ab 1935 an der Hochschule für Lehrerbildung in Lauenburg